# يو إف سي ليلة القتال: أورتيغا ضد الزومبي الكوري
يو إف سي ليلة القتال: أورتيغا ضد الزومبي الكوري (بالإنجليزية: UFC Fight Night: Ortega vs. The Korean Zombie)‏ هو حدث لفنون القتال المختلطة نظمته يو إف سي، أُقيم في 18 أكتوبر 2020، على جزيرة ياس في أبو ظبي، الإمارات العربية المتحدة.